# العلاقات اليابانية الفانواتية
العلاقات اليابانية الفانواتية هي العلاقات الثنائية التي تجمع بين اليابان وفانواتو.

## مقارنة بين البلدين
هذه مقارنة عامة ومرجعية للدولتين:
| وجه المقارنة                                              | اليابان         | فانواتو                                  |
| --------------------------------------------------------- | --------------- | ---------------------------------------- |
| المساحة (كم2)                                             | 377.97 ألف      | 12.19 ألف                                |
| عدد السكان (نسمة)                                         | 126.79 مليون    | 276.24 ألف                               |
| الكثافة السكانية (ن./كم²)                                 | 335.45          | 22.66                                    |
| العاصمة                                                   | طوكيو           | بورت فيلا                                |
| اللغة الرسمية                                             | اللغة اليابانية | اللغة البسلاما، لغة فرنسية، لغة إنجليزية |
| العملة                                                    | ين ياباني       | فاتو فانواتي                             |
| الناتج المحلي الإجمالي (بليون دولار)                      | 4.87 تريليون    | 862.88 مليون                             |
| الناتج المحلي الإجمالي (تعادل القوة الشرائية) بليون دولار | 5.18 تريليون    | 790.76 مليون                             |
| الناتج المحلي الإجمالي الاسمي للفرد دولار أمريكي          | 34.52 ألف       | 2.81 ألف                                 |
| الناتج المحلي الإجمالي للفرد دولار أمريكي                 | 36.62 ألف       | 3.03 ألف                                 |
| مؤشر التنمية البشرية                                      | 0.903           | 0.594                                    |
| رمز المكالمات الدولي                                      | +81             | +678                                     |
| رمز الإنترنت                                              | .jp             | .vu                                      |
| المنطقة الزمنية                                           | توقيت اليابان   | ت ع م+11:00                              |

## منظمات دولية مشتركة
يشترك البلدان في عضوية مجموعة من المنظمات الدولية، منها:
| علم المنظمة | اسم المنظمة                        | تاريخ انضمام اليابان | تاريخ انضمام فانواتو |
| ----------- | ---------------------------------- | -------------------- | -------------------- |
|             | يونسكو                             | 2 يوليو 1951         | 10 فبراير 1994       |
|             | مؤسسة التمويل الدولية              | 20 يوليو 1956        | 28 سبتمبر 1981       |
|             | بنك التنمية الآسيوي                | 1966                 | 1981                 |
|             | منظمة حظر الأسلحة الكيميائية       | ?                    | ?                    |
|             | مؤسسة التنمية الدولية              | 27 ديسمبر 1960       | 28 سبتمبر 1981       |
|             | منظمة التجارة العالمية             | ?                    | ?                    |
|             | وكالة ضمان الاستثمار متعدد الأطراف | 12 أبريل 1988        | 27 يوليو 1988        |
|             | الاتحاد البريدي العالمي            | ?                    | ?                    |
|             | الاتحاد الدولي للاتصالات           | 29 يناير 1879        | 30 مارس 1988         |
|             | الأمم المتحدة                      | 18 ديسمبر 1956       | 15 سبتمبر 1981       |
|             | البنك الدولي للإنشاء والتعمير      | 13 أغسطس 1952        | 28 سبتمبر 1981       |
|             | المنظمة الهيدروغرافية الدولية      | ?                    | ?                    |

## وصلات خارجية
- موقع وزارة الخارجية اليابانية